# Al-Kajkab
Al-Kajkab (arab. القيقب, Al-Qayqab) – miasto w północno-wschodniej Libii, w gminie Darna, w północno-wschodniej części gór Al-Dżabal al-Achdar, leżące na południe od drogi z Al-Abrak na lotnisko Al-Abrak. W 2006 roku liczyło ok. 7 tys. mieszkańców.